# Sergei Fjodorowitsch Werchowzew

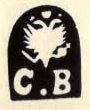
Sergei Werchowzews Markenzeichen

Sergei Fjodorowitsch Werchowzew (russisch Сергей Фёдорович Верховцев; * 1843 in St. Petersburg; † 9. Januarjul. / 21. Januar 1893greg. ebenda) war ein russischer Bildhauer und Goldschmied.

## Leben
Werchowzews Vater Fjodor Werchowzew (1804–1867) war Kaufmann der 3. Gilde, Goldschmied und Besitzer einer 1819 gegründeten Silberwarenfabrik. Werchowzew studierte in St. Petersburg an der Kaiserlichen Akademie der Künste (IACh) bei Nikolai Pimenow mit Abschluss 1862. Für das Hautrelief eines alten Bettlers (1862) und die Silberstatuette des Harfe spielenden Davids (1863) erhielt er kleine Silbermedaillen und die Ernennung zum Freien Künstler. Er hatte an der Weltausstellung London 1862 teilgenommen und für seine Arbeit eine Medaille erhalten.
1866 schuf Werchowzew das Silber-Basrelief der Erhebung Ioanns IV. zum Zaren. Nach dem Tod des Vaters wurde Werchowzew 1868 Besitzer der väterlichen Silberwarenfabrik. Dort produzierten 1870 bis zu 50 Arbeiter Silberwaren im Werte von 150.000 Rubel jährlich. Im Oktober 1871 wurde er Kaiserlicher Hoflieferant. 1872 beantragte er die Ernennung zum Akademiker der IACh, wurde aber nur zum Klassischen Künstler III. Klasse ernannt. 1872 ließ er von dem Architekten Wilhelm von Hecker das Gebäude der Silberwarenfabrik umbauen. 1873 beantragte er erneut den Akademiker-Titel und präsentierte ein Silber-Basrelief Ioanns IV., dem griechische Botschafter den Zarentitel überreichen.
Auf der Allrussischen Manufakturausstellung 1870 in St. Petersburg präsentierte Werchowzew Silber-Reliefs und Skulpturen im Gesamtwert von 26.000 Rubel. Anlässlich des 300-jährigen Bestehens der Donkosakenarmee hatte er eine Skulpturengruppe mit Jermak Timofejewitsch, den Fluss Irtysch und Graf Platow geschaffen.
Werchowzew schuf anlässlich der Hochzeit der Großfürstin Marija Alexandrowna mit Prince Alfred Ernest Albert im Auftrag der St. Petersburger Kaufmannsgesellschaft nach einer Zeichnung des Architekten Ippolito Monighetti eine Schale (Durchmesser 8 Werschok (35,6 cm)) und ein Salzfässchen aus Gold (14 Pfund (5,4 kg) Gold einschließlich der Etuis), die im Januar 1874 als Hochzeitsgeschenk überreicht wurden.
1874–1878 war Werchowzew Kaufmann der 1. Gilde. 1876 erwarb er für seine Frau eine Datsche, die 1834–1835 von Andrei Stackenschneider gebaut worden und 1874 ausgebrannt war und nun von Alexei Trambizki umgebaut wurde. 1878 war Werchowzew Geschworener im Prozess gegen Wera Sassulitsch, der mit einem Freispruch endete.
Werchowzews Arbeitsschwerpunkt war der Guss von Gold- und Silber-Kirchengerät und deren Ziselierung. Insbesondere fertigte er Gegenstände für Kaiser Alexander II., Großfürstin Jelena Pawlowna und Prinzessin Eugenia von Oldenburg an, sowie auch Gold- und Silbergeschirr, das die städtischen Stände den Mitgliedern der kaiserlichen Familie schenkten. Er war Mitglied der Kaiserlichen Philanthropischen Gesellschaft und Ehrenaufseher und Sekretär der Städtischen Schule in Nowaja Ladoga.
Auf Veranlassung des Hegumen Iossaf des Pawlo-Obnorski-Klosters bei Grjasowez fertigte Werchowzew einen neuen silbernen Schrein im Rokoko-Stil für die Reliquien des Heiligen Pawel Obnorski (Schüler des Heiligen Sergius von Radonesch) an, der Ende November 1878 geliefert und aufgestellt wurde. Der Schrein mit einer Länge von 3 Arschin (2,13 m) und einer Breite und Höhe von 1 Arschin wog 5 Pud,  15 Pfund und 43 Solotnik (84 kg) und kostete 9.000 Rubel. Bei dem Klosterbrand 1909 wurde der Schrein zerstört, und nur zwei Fragmente mit dem Kopf und der Hand des Heiligen sind erhalten.
Werchowzew schuf einen neuen Schrein für die Reliquien des Heiligen Fürst Mstislaw Rostislawitsch von Nowgorod, der im September 1879 in der Nowgoroder Sophienkathedrale aufgestellt wurde. Auf den Seiten des Schreins sind Szenen aus dem Leben des Fürsten dargestellt.
In den 1880er Jahren geriet Werchowzew in die Insolvenz, und die Silberwarenfabrik wurde 1883 verkauft. Er bat den Präsidenten der IACh Großfürst Wladimir Alexandrowitsch um Hilfe. Abgesehen von einer Ordensverleihung wurde Werchowzew auf Beschluss des Regierenden Senats im Dezember 1882 in den Adel aufgenommen.
Werchowzew war verheiratet und hatte fünf Kinder. Ab Dezember 1884 wurde Werchowzew im Pantaleon-Krankenhaus für Geisteskranke behandelt. Er starb am 21. Januar 1893 und wurde auf dem Wolkowo-Friedhof begraben.

## Ehrungen
- Russischer Orden der Heiligen Anna II. Klasse (1877)
- Sankt-Stanislaus-Orden III. Klasse
- Orden des Heiligen Wladimir IV. Klasse (1882)

## Werke (Auswahl)

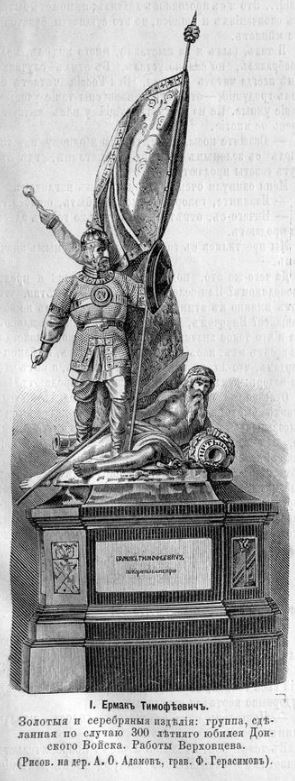
Jermak Timofejewitsch (1870)
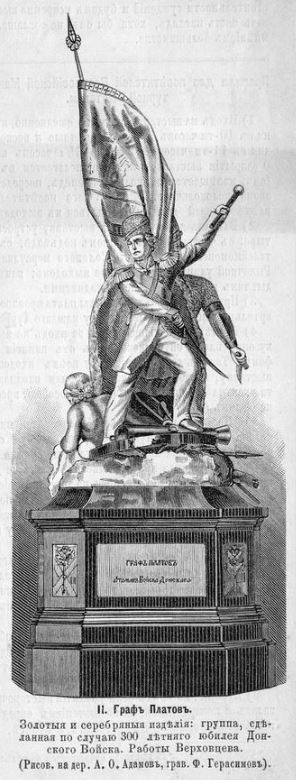
Graf Platow (1870)
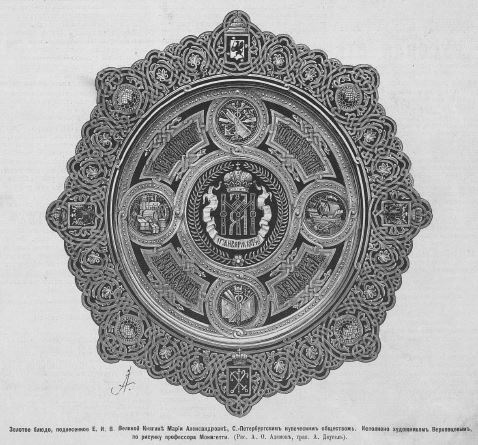
Schale der St. Petersburger Kaufmannsgesellschaft (1874)
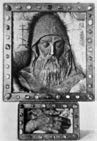
Fragmente des Pawel-Obnorski-Schreins (1878)
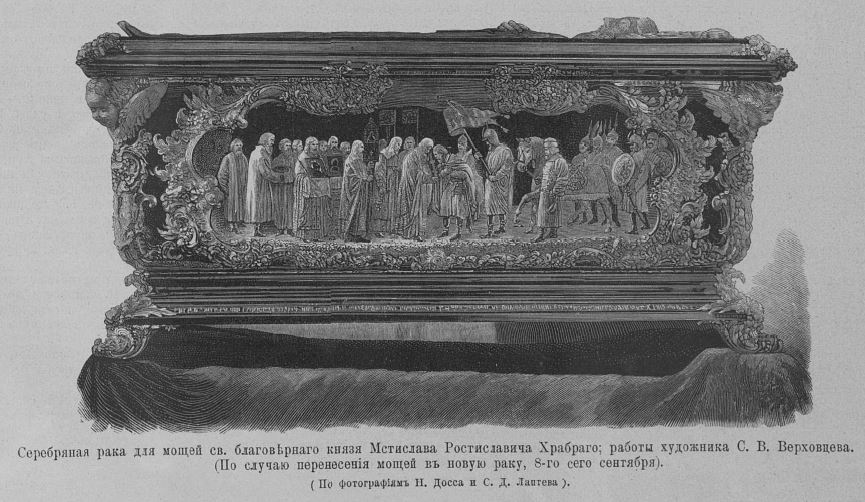
Mstislaw-Rostislawitsch-Schrein (1879)